# エミー・アクテ
エミー・シャルロッタ・アクテ（Emmy Charlotta Achté, 旧姓ストレメル (Strömer), 1850年11月14日 – 1924年12月2日）は、フィンランド国立オペラ（英語版）で初のプリマドンナを務めたフィンランドのメゾソプラノ歌手。1873年から1879年にかけてヘルシンキで歌唱し、劇的な役を得意とした。40年以上にわたって歌唱指導を行い、ヘルシンキ音楽院にオペラの講座を開設している。

## 生涯
オウルにエミー・ストレメルとして生まれ、ヘルシンキでエミリー・メケリン（Emilie Mechelin）の下で歌唱を学んだ。1869年から1873年にはストックホルムでフレドリカ・ステーンハンマル（1838年-1880年）に、パリでジャン＝ジャック・マセに師事した。1875年にフィンランド国立オペラの指揮者であったロレンス・ニコライ・アクテと結婚する。
カールロ・ベルグボムが1873年にフィンランド国立オペラを創設すると、アクテはそこで1879年までの間のあらゆる主要なメゾソプラノの役を歌った。『イル・トロヴァトーレ』のアズチェーナ、『ユグノー教徒』のヴァランティーヌ、『魔笛』のパミーナなどである。また、フィンランド、スウェーデン、ノルウェー、ドイツでコンサートを開き、1878年にはヨーテボリのオペラ劇場で客演スターとして歌唱を披露している。アクテは1874年から40年以上務めた歌唱指導者としても記憶される。1880年代のはじめにはドレスデンに赴き、オイゲン・ヒルダッハの下でさらなる研鑽を積んだ。1892年にシベリウスのクレルヴォ交響曲を歌っており、1896年には『塔の乙女』の女城主役も演じている。
アクテは夫が運営していたカントル＝オルガニスト学校で教員を務めた。1900年に夫に先立たれると1922年まで彼女自身が同校を率いた。1910年から1913年の間には私設のオペラ学校を経営、1912年にヘルシンキ音楽院にオペラの講座を開設した。1910年からはヘルシンキのスウェーデン劇場で劇と歌の指導に当たり、1912年からは数々のオペラの監督を務めた。
国際的な名声を博したオペラ歌手のアイノ・アクテとイルマ・テルヴァニは彼女の娘である。1924年12月2日にヘルシンキで生涯を終えた。